# HMS Patroller (D07)
Авіаносець «Петролер» (англ. HMS Patroller (D07)) — ескортний авіаносець США часів Другої світової війни типу «Боуг» (2 група, тип «Ameer»/«Ruler»), переданий ВМС Великої Британії за програмою ленд-лізу.

## Історія створення
Авіаносець «Петролер» був закладений 27 листопада 1942 року на верфі «Seattle-Tacoma Shipbuilding Corporation» під назвою «USS Keweenaw (CVE-44)». Спущений на воду 6 травня 1943 року. Переданий ВМС Великої Британії, вступив у стрій під назвою «Петролер» 25 жовтня 1943 року.

## Історія служби
Після вступу у стрій авіаносець «Петролер» здійснював перевезення літаків зі США в Англію, а також супроводжував конвої та здійснював патрулювання. 
Пізніше використовувався для підготовки пілотів.
9 грудня 1946 року авіаносець «Петролер» був повернутий США, де 7 лютого 1947 року був виключений зі списків флоту. 
26 серпня 1947 року корабель був проданий компанії «Waterman Steamship Corp.» для переобладнання на торгове судно, яке використовуватись під назвою «Almkerk» (пізніше перейменоване на «Pacific Reliance»).
У 1974 році корабель був проданий на злам і розібраний на Тайвані.